# Уттарадит (провинция)
Уттарадит (тайск. อุตรดิตถ์) — провинция на севере страны, в долине реки Нан в 460 км от Бангкока. Административным центром является город Уттарадит.
Провинция Уттарадит считается одной из самых красивых на всей территории Таиланда благодаря своей природе. На её территории находится множество рисовых полей, чайных плантаций, тиковых рощ, древних святынь, водопадов и горных рек.

## Климат
Климат в данном регионе не столь жарок, по сравнению с югом страны. Зимой температура воздуха может опускаться до 10 °C.
| Показатель           | Янв. | Фев. | Март | Апр. | Май | Июнь | Июль | Авг. | Сен. | Окт. | Нояб. | Дек. | Год   |
| -------------------- | ---- | ---- | ---- | ---- | --- | ---- | ---- | ---- | ---- | ---- | ----- | ---- | ----- |
| Средний максимум, °C | 31   | 34   | 36   | 38   | 35  | 33   | 32   | 32   | 32   | 32   | 32    | 31   | 33,2  |
| Средний минимум, °C  | 16   | 18   | 21   | 23   | 24  | 24   | 24   | 23   | 23   | 22   | 20    | 17   | 21,3  |
| Норма осадков, мм    | 7    | 9    | 22   | 71   | 225 | 196  | 194  | 259  | 282  | 134  | 24    | 4    | 1,427 |

## Население
В регионе проживают представители различных древних племен, в частности: мео, акха, моны, лису, лаху, карены.

## Административное деление
Общая площадь провинции Уттарадит 7 838,6 км². и административно делится на 9 районов (ампхое):
1. Mueang Uttaradit
2. Tron
3. Tha Pla
4. Nam Pat
5. Fak Tha
6. Ban Khok
7. Phichai
8. Laplae
9. Thong Saen Khan

## Достопримечательности
Этот регион прославился своей необычной горой. Она находится на границе с соседним Лаосом. На горе произрастает огромное количество зелени, дикорастущих фруктов и овощей. Такое уникальное явление природы потрясает своей необычностью. На территории провинции Уттарадит сохранился тик, который имеет высоту 45 метров, а окружность его ствола более восьми метров. Дерево произрастает в ботаническом лесу Sak Yai.
На границе провинций Уттарадит и Пхитсанулок находятся горы Пух Меаинг (Pooh Meaing), с вершин которых открывается красивый вид на эти области. Также в этих горах бушует восьмиуровневый водопад Клонг Трон (Klong Tron). В качестве активного отдыха можно выбрать путешествие к пещере Чан (Chan), которая находится в Тамбон Нам Край. Это огромная пещера с потолками высотой 20 метров была украшена статуей Будды.

## Парки
Наиболее известным парком провинции Уттарадит является национальный парк Пхусойдао. Еще один парк под названием Клонг Трон (Klong Tron) имеет площадь около 518 км² и располагается на гористой местности.